# Ribennes
Ribennes là một xã ở tỉnh Lozère trong vùng Occitanie, phía nam nước Pháp. Sông Colagne chảy theo hướng tây qua giữa thị trấn. Khu vực này có độ cao trung bình 1000 mét trên mực nước biển.